# Битки з тюльки
Битки з тюльки — страва одеської кухні з чорноморської тюльки, яку в Одесі також називають сарделька. Це битки, або точніше, котлети, з невеликих смажених рибок у клярі. Тюльку не слід плутати з фериною, дещо схожою чорноморською рибкою, яка вважається не такою смачною. За класичиним рецептом використовується свіжа тюлька, небажанним варіантом є слабосолена чи заморожена. 

## Приготування
Тюльку почистити: відірвати голову, очистити від нутрощів, винути хребет (в деяких рецептах цього не робиться), аби залишилось фактично тільки філе. Промити його, посолити, поперчити, перемішати.
У миску вбити яйця, додати борошно і добре збити (можна додати дрібно нарізаний кріп).
У миску зі збитими яйцями викласти філе тюльки, перемішати.
Розігріти пательню, налити олію. У гарячу олію викласти столовою ложкою рибні биточки (по 3-5 рибок).
(Окремий спосіб, це не використовувати ложку, а брати 3-4 рибки за хвістик, викласти їх віялом, окунати його в кляр та смажитити).
Смажити битки з тюльки на середньому вогні спочатку з одного боку, потім перевернути та смажити з іншого боку, додаючи при необхідності олію.
При подачі можна полити лимонним соком, посипати кріпом чи петрушкою.
На гарнір подають картопляне пюре, смажену картоплю, рис.

## Галерея

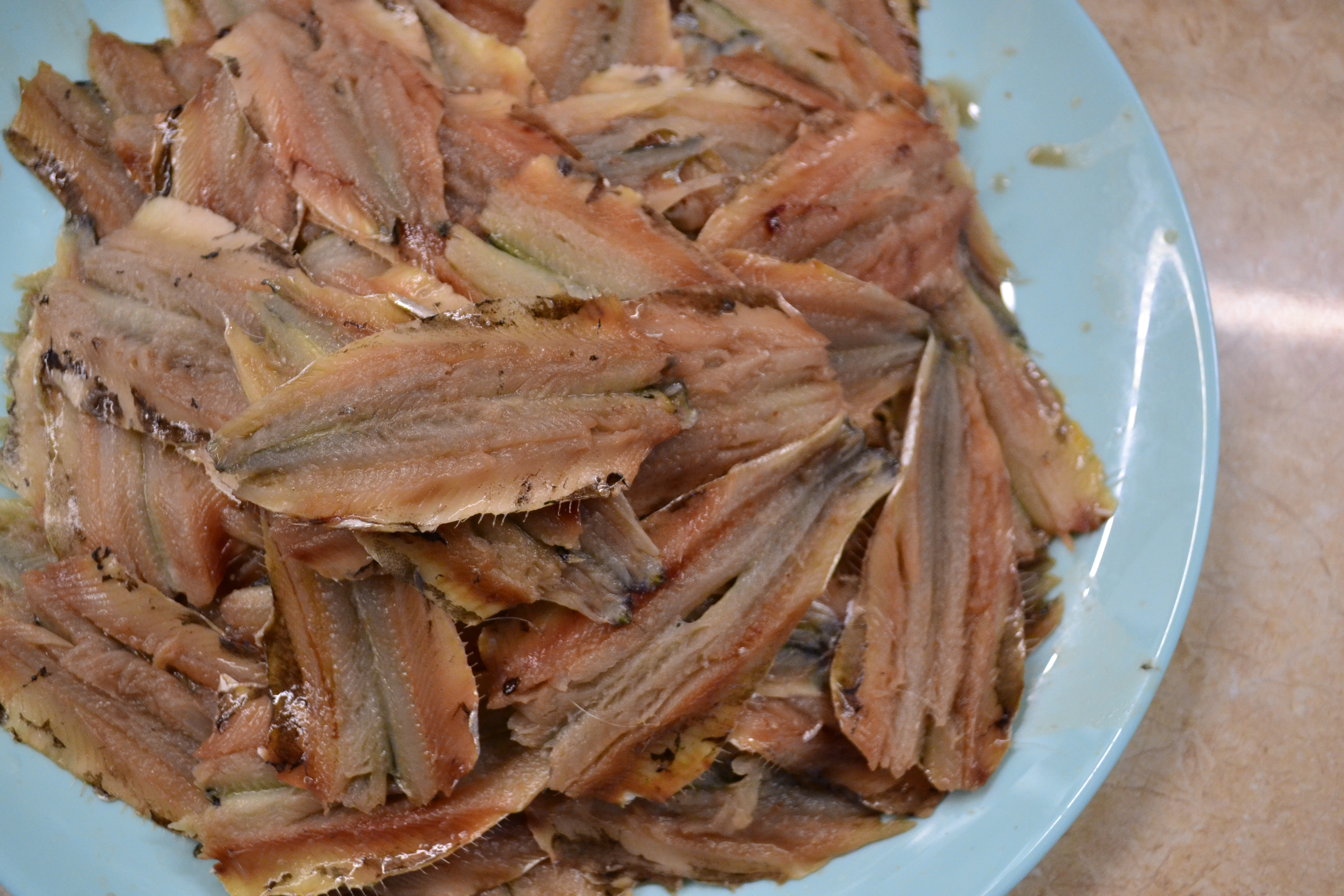
Філе тюльки для битків
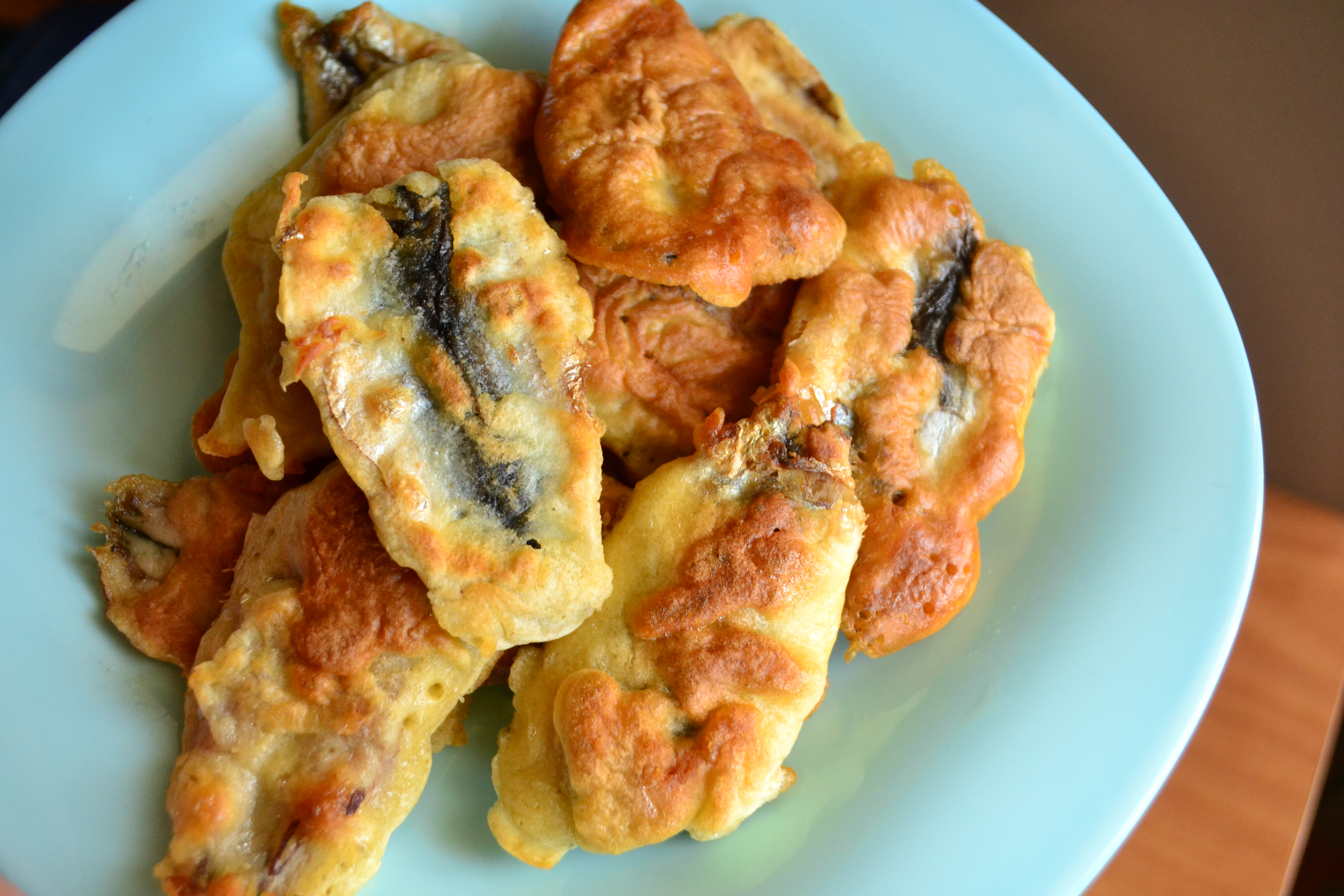
Битки з тюльки
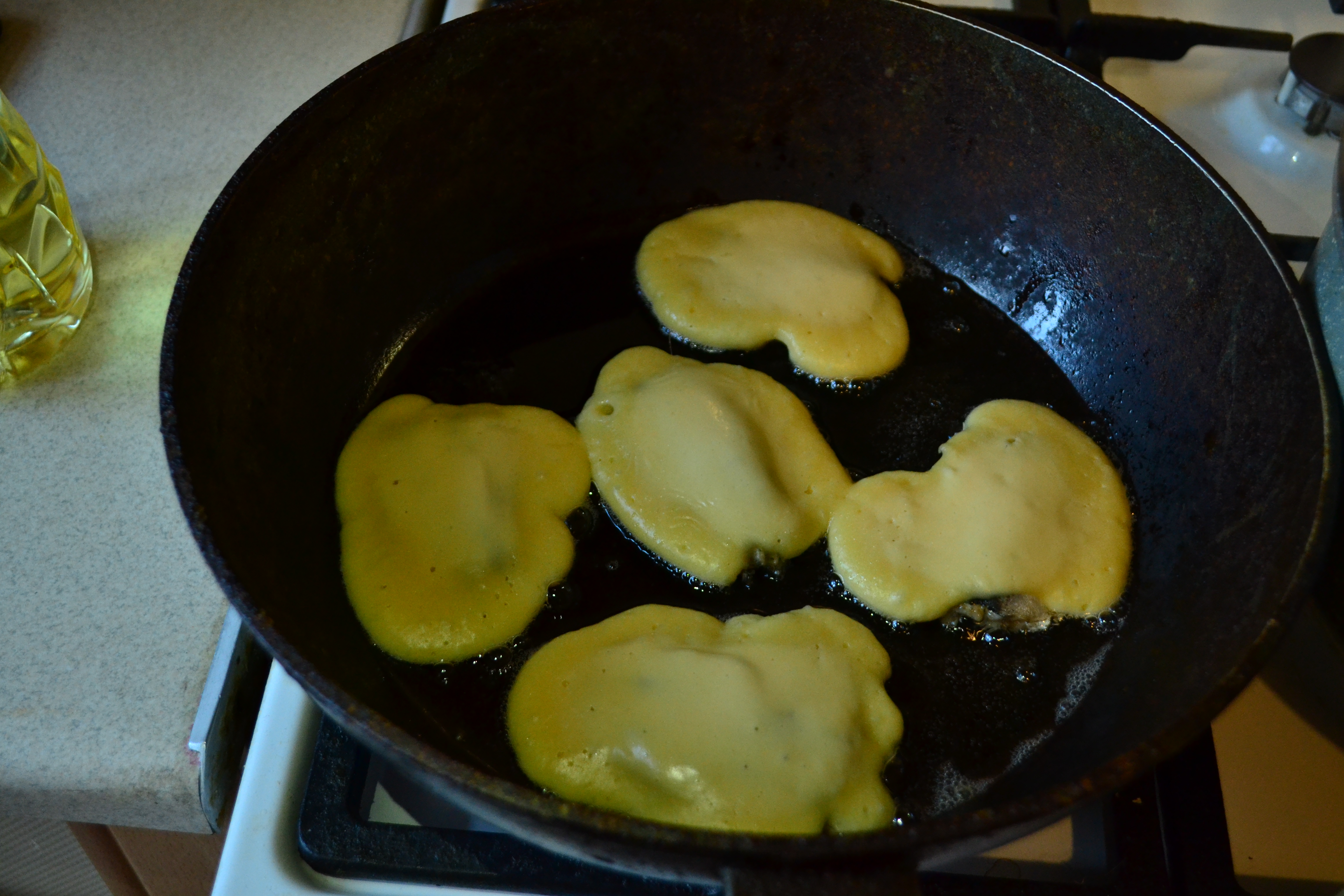
Смаження битків з тюльки
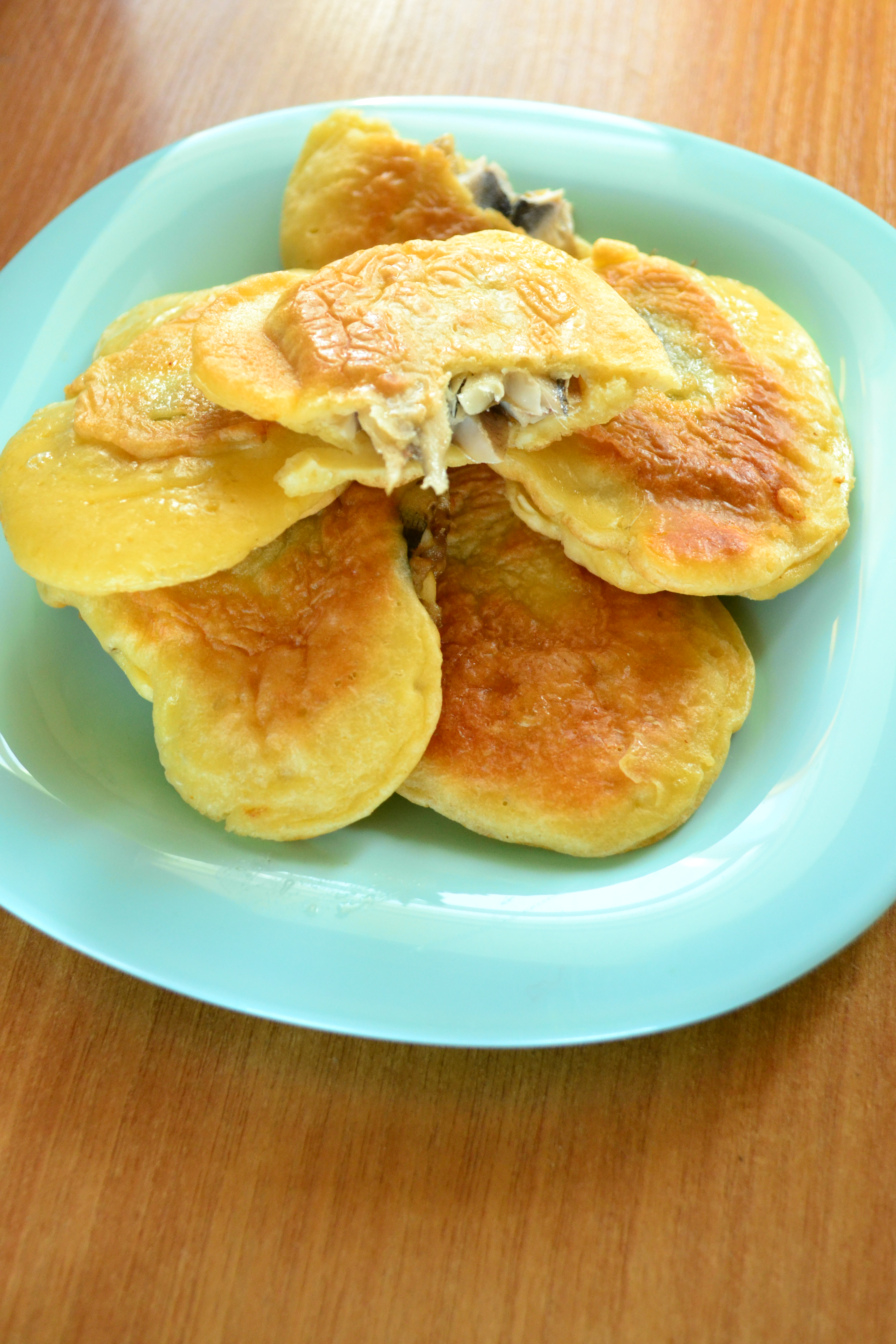
Битки з тюльки (оладками)